# Чакшуша
Чакшуша (санскр. चाक्षुष) — в индуистской мифологии — шестой Ману. Согласно Маркандея-пуране, Чакшуша Ману родился из глаза бога Брахмы (санскр. cākṣu = глаз). В более поздней версии он считался сыном риши Анамитры и Бадры и был воспитан царём Викрантой, в конечном итоге стал шестым Ману. В шестой манвантаре в мире обитают боги Адья, Прасута, Бхавья, Пертхука и Лекха. Титул Индры носит Маноява, а семь великих мудрецов (саптариши): Сумеда, Вираджа, Хависмана, Утама, Маду, Ати (Курма-пурана называет его Абиманой) и Сахишну. Согласно Матсья-пуране, саптариши в этой манвантаре - Судама, Вираджа, Вивасвана, Нада, Бхригу, Атинама и Сахишну.

## Легенда

### Версия Маркандея-пураны
Чакшуша Ману родился джатишмаром, то есть человеком или существом, способным вспомнить свою прошлую жизнь. Когда ему было семь дней, он уже мог говорить. Когда его мать, Бадра, обняла и поцеловала его, он сказал, что она не знает, кто он на самом деле. Бадра обиделась на слова сына, и оставила сына в покое. Затем женщина-гигант по имени Джатахарини похитила ребёнка Бадры. В то время король по имени Викранта только что праздновал рождение своего сына. Без его ведома Джатахарини похитила и ребёнка Викранты, который спал рядом с его матерью. Она обменяла его на сына Бадры. Позже сына Викранты обменяли на ребёнка из семьи брахманов. Джатахарини съела ребёнка-брахмана. Викранта, который не знал, что ребёнок, спящий рядом с его женой, не его, тогда позаботился о нём и вырастил его, как своего сына. Ребёнка назвали Анандой, и ему было суждено стать шестым Ману. Ананда получил образование у учителя, который позже сказал Ананде пасть ниц к ногам его матери. Но Ананда сказал: «К стопам какой матери я должен прикоснуться? Мать, которая родила меня или которая вырастила меня?» Услышав это, учитель был потрясен. Затем Ананда признался, что он был сыном Анамитры и Бадры, которого похитила Джатахарини. Первоначального сына Викранты воспитывала семья брахманов, а сына из семьи брахманов съела Джатахарини. Учитель был шокирован и не знал, как это могло произойти. Ананда предложил забрать сына Викранты из дома семьи брахманов и вернуть его настоящим родителям, а именно Викранте. Тем временем Ананда решил отправиться в лес медитировать. В лесу перед Анандой явился Господь Брахма и остановил его медитацию. Он сообщил, что Ананде действительно суждено было стать шестым Ману. Все, что с ним произошло, сделано исключительно для того, чтобы привести Ананду к тому, чтобы стать достойным этой чести.
Позже Брахма изменил имя Ананды на Чакшуша. Чакшуша женился на Видарбе, дочери царя Угры. Чакшуша носил титул Ману и правил всем миром в своей манвантаре.

### Версия Хариванши
Хариванша излагает другой вариант легенды. В ней Чакшуша — отец десяти сыновей, старшим из которых был Уру, прадед Притху. Его жену зовут Надвалой, а не Видарбой.
Там же приводится следующая его родословная. Его родители — Чакшуша и Вирани. Чакшуша был сыном Рипу и Брихати, Рипу — сыном Шлиштхи и Сучхаи, Шлиштха — сыном Дхрувы и Шамбху.